# Schmalwasserkäfer
Die Schmalwasserkäfer (Hydrochinae) sind eine Unterfamilie der Wasserkäfer (Hydrophilidae).

## Merkmale
Es handelt sich um kleine, zwei bis 4,3 Millimeter lange, wasserbewohnende Käfer, die länglich-gestreckt (Schmalwasserkäfer) und braun bis schwarz gefärbt sind, gelegentlich auch metallglänzend. Die kugelig vorspringenden Augen unterscheiden sie von anderen Wasserkäferarten. Ihre Mittel- und Hinterbeinpaare sind mit nur mäßig ausgebildeten Schwimmborsten versehen. Sie besitzen, wie einige andere im Wasser lebende Käferarten auch, Stridulationsorgane.

## Vorkommen
Schmalwasserkäfer bewohnen pflanzenreiche, vorzugsweise stehende Gewässer und bewegen sich dort nicht besonders schnell.

## Systematik
Die Familie der Schmalwasserkäfer ist in Europa mit etwa 285 Arten vertreten und unterteilt sich in vier Unterfamilien mit insgesamt 29 Gattungen. Die europäische Gattung Hydrochus wurde früher der Familie Langtasterwasserkäfer (Hydraenidae) zugerechnet, gilt heute aber als selbständige Familie. In Mitteleuropa und in Deutschland sind sieben Arten bekannt.
Die folgende Liste gibt einen Überblick über die in Europa vertretenden Gattungen.
- Helophorus
- Georissus
- Hydrochus
- Anacaena
- Berosus
- Chaetarthria
- Chasmogenus
- Crenitis
- Cymbiodyta
- Enochrus
- Helochares
- Hemisphaera
- Hydrobius
- Hydrochara
- Hydrophilus
- Laccobius
- Limnoxenus
- Paracymus
- Sternolophus
- Cercyon
- Coelostoma
- Cryptopleurum
- Dactylosternum
- Megasternum
- Oosternum
- Pachysternum
- Pelosoma
- Sphaeridium
- Spercheus